# مصائب دوشیزه
مصائب دوشیزه فیلمی به کارگردانی سید مسعود اطیابی و نویسندگی احمد رفیع‌زاده محصول سال ۱۳۸۵ است.

## خلاصه
فیلم دربارهٔ زندگی دختری به نام ژان است. او که دختری مسیحی است درصدد ازدواج با آندره است، اما با پدرش بر سر هویت خود درگیری دارد. تصادف ژان با دختری جوان او را به هویت اصلی خود نزدیک می‌کند.

## بازیگران
- بهنوش طباطبایی
- مهدی پاکدل
- پوریا پورسرخ
- بهزاد فراهانی
- فهیمه رحیم‌نیا
- مهسا کرامتی
- جمشید شاه‌محمدی